# Rhopalophthalmus flagellipes
Rhopalophthalmus flagellipes är en kräftdjursart som beskrevs av Illig 1906. Rhopalophthalmus flagellipes ingår i släktet Rhopalophthalmus och familjen Mysidae. Inga underarter finns listade i Catalogue of Life.